# Macho, Macht, Missbrauch – Der Fall des Harvey Weinstein
Macho, Macht, Missbrauch – Der Fall des Harvey Weinstein ist eine BBC-Dokumentation über den Weinstein-Skandal.

## Ausstrahlung
Die knapp einstündige Dokumentation wurde zuerst im Rahmen der BBC-Fernsehreihe Panorama, am 1. März 2018 unter dem Titel Weinstein: The Inside Story auf dem britischen Sender BBC One ausgestrahlt. Die amerikanische Premiere erfolgte am 2. März 2018 unter dem Titel Weinstein im Rahmen der PBS-Fernsehreihe Frontline. Für das deutsche Fernsehen wurde die Dokumentation synchronisiert und um etwa ein Viertel gekürzt, die Erstausstrahlung erfolgte dann am 1. Mai 2018 auf ZDFinfo. Die Sendung war noch bis zu einem Monat danach über die ZDFmediathek abrufbar.